# 土州山好一郎
土州山 好一郎（としゅうざん こういちろう、1904年1月1日 - 1977年5月4日）は、高知県香美郡赤岡町（現香南市）出身で二子山部屋に所属した大相撲力士。本名は武内 好春。最高位は東前頭4枚目（1934年5月場所）。 現役時代の体格は179cm、112kg。得意手は上突っ張り、出し投げ。

## 来歴
同郷の土州山役太郎の経営していた二子山部屋に入門、1922年5月場所に初土俵をふむ。三段目から幕下で苦労していたが、土佐ノ海から師名の土州山に四股名を改めた直後の1932年1月におきた春秋園事件で大量の脱退者が出たので、繰り上がって同年2月の改正番付で新十両を果たした。その機会を生かして1933年1月場所に入幕、以後6年にわたって幕内中堅力士として活躍した。最高位は東前頭4枚目だったが、同郷の横綱玉錦の土俵入りの露払いや太刀持ちを長く務めたほか、玉錦の秘書役も務め二所ノ関一門の確立に貢献した。
1938年12月に玉錦が亡くなった直後の1939年1月場所、13戦全敗して現役を引退、年寄大嶽を襲名し勝負検査役を務めるなど、1968年12月の停年まで後進の指導につとめた。1977年73歳で没。

## 主な成績
- 幕内在位：13場所
- 幕内成績：65勝86敗 勝率.430
- 各段優勝：十両1回（1932年3月場所）

### 場所別成績
| 1922年 （大正11年） | x                        | x                    | （前相撲）         | x                  |
| 1923年 （大正12年） | 西序ノ口17枚目 5–5       | x                    | 西序ノ口筆頭 4–2   | x                  |
| 1924年 （大正13年） | 西序二段16枚目 2–3       | x                    | 東序二段16枚目 3–3 | x                  |
| 1925年 （大正14年） | 西序二段9枚目 4–1 1分    | x                    | 西三段目33枚目 3–1 | x                  |
| 1926年 （大正15年） | 東三段目19枚目 3–3       | x                    | 東三段目23枚目 3–3 | x                  |
| 1927年 （昭和2年） | 西三段目24枚目 3–2       | 西三段目24枚目 3–3   | 東三段目6枚目 2–4  | 西三段目20枚目 2–4 |
| 1928年 （昭和3年） | 西三段目18枚目 4–2       | 東三段目19枚目 0–0–6 | 東幕下34枚目 6–0   | 東幕下34枚目 2–4   |
| 1929年 （昭和4年） | 東幕下16枚目 1–4         | 東幕下16枚目 4–2     | 西幕下19枚目 4–2   | 西幕下19枚目 4–2   |
| 1930年 （昭和5年） | 西幕下17枚目 3–3         | 西幕下17枚目 3–3     | 西幕下19枚目 5–1   | 西幕下19枚目 2–4   |
| 1931年 （昭和6年） | 東幕下7枚目 3–3          | 東幕下7枚目 2–4      | 東幕下18枚目 3–3   | 東幕下18枚目 4–2   |
| 1932年 （昭和7年） | 西十両7枚目 3–5          | 西十両7枚目 優勝 8–2 | 東十両3枚目 6–5    | 東十両3枚目 7–4    |
| 1933年 （昭和8年） | 東前頭6枚目 5–6          | x                    | 東前頭10枚目 5–6   | x                  |
| 1934年 （昭和9年） | 西前頭11枚目 8–3         | x                    | 西前頭4枚目 4–7    | x                  |
| 1935年 （昭和10年） | 西前頭11枚目 5–6         | x                    | 西前頭12枚目 6–5   | x                  |
| 1936年 （昭和11年） | 東前頭9枚目 7–4          | x                    | 東前頭4枚目 5–6    | x                  |
| 1937年 （昭和12年） | 東前頭8枚目 6–5          | x                    | 東前頭4枚目 1–12   | x                  |
| 1938年 （昭和13年） | 東前頭15枚目 7–6         | x                    | 東前頭12枚目 6–7   | x                  |
| 1939年 （昭和14年） | 東前頭15枚目 引退 0–13–0 | x                    | x                  | x                  |
| 各欄の数字は、「勝ち-負け-休場」を示す。 優勝 引退 休場 十両 幕下 三賞：敢=敢闘賞、殊=殊勲賞、技=技能賞 その他：★=金星 番付階級：幕内 - 十両 - 幕下 - 三段目 - 序二段 - 序ノ口 幕内序列：横綱 - 大関 - 関脇 - 小結 - 前頭（「#数字」は各位内の序列） |                          |                      |                    |                    |

- 1932年1月番付は東幕下10枚目

## 幕内対戦成績
| 力士名   | 勝数 | 負数 | 力士名   | 勝数 | 負数 | 力士名 | 勝数 | 負数 | 力士名 | 勝数 | 負数 |
| -------- | ---- | ---- | -------- | ---- | ---- | ------ | ---- | ---- | ------ | ---- | ---- |
| 青葉山   | 1    | 0    | 旭川     | 2    | 1    | 綾川   | 2    | 3    | 綾昇   | 3    | 1    |
| 綾若     | 1    | 5    | 一渡     | 0    | 1    | 五ツ嶋 | 1    | 2    | 大潮   | 0    | 1    |
| 大浪     | 1    | 1    | 大八洲   | 2    | 1    | 大蛇潟 | 0    | 1    | 加古川 | 1    | 0    |
| 笠置山   | 1    | 2    | 鹿嶋洋   | 0    | 1    | 桂川   | 0    | 3    | 金湊   | 1    | 0    |
| 九州山   | 3    | 2    | 錦華山   | 2    | 1    | 源氏山 | 1    | 0    | 駒ノ里 | 3    | 0    |
| 清水川   | 0    | 1    | 鯱ノ里   | 1    | 0    | 新海   | 3    | 1    | 神武山 | 0    | 1    |
| 外ヶ濱   | 0    | 1    | 大邱山   | 0    | 8    | 高登   | 1    | 1    | 楯甲   | 1    | 0    |
| 伊達ノ花 | 1    | 1    | 太郎山   | 0    | 1    | 銚子灘 | 1    | 0    | 筑波嶺 | 2    | 1    |
| 出羽ヶ嶽 | 4    | 0    | 出羽ノ花 | 4    | 3    | 出羽湊 | 1    | 4    | 富ノ山 | 0    | 1    |
| 巴潟     | 1    | 2    | 灘ノ花   | 1    | 0    | 名寄岩 | 0    | 1    | 磐石   | 0    | 1    |
| 肥州山   | 0    | 1    | 冨士ヶ嶽 | 0    | 1    | 藤ノ里 | 0    | 1    | 双葉山 | 0    | 2    |
| 防長山   | 3    | 1    | 松前山   | 1    | 0    | 武藏山 | 0    | 1    | 大和錦 | 0    | 1    |
| 吉野岩   | 3    | 2    | 吉野山   | 1    | 0    | 竜王山 | 1    | 1    | 両國   | 3    | 4    |
| 和歌嶌   | 2    | 8    | 若瀬川   | 0    | 2    | 若葉山 | 0    | 1    |        |      |      |

## 四股名変遷
- 土佐ノ海 ?（とさのうみ ?）1922年5月場所 - 1931年3月場所
- 土佐ノ山（とさのやま）1931年5月場所 - 1931年10月場所
- 土州山 好一郎（どしゅうざん こういちろう）1932年1月場所 - 1939年1月場所